# Holmträsket (Råneå socken, Norrbotten, 733424-179516)
Holmträsket är en sjö i Bodens kommun i Norrbotten och ingår i Vitåns huvudavrinningsområde.